# Fort de Fouras

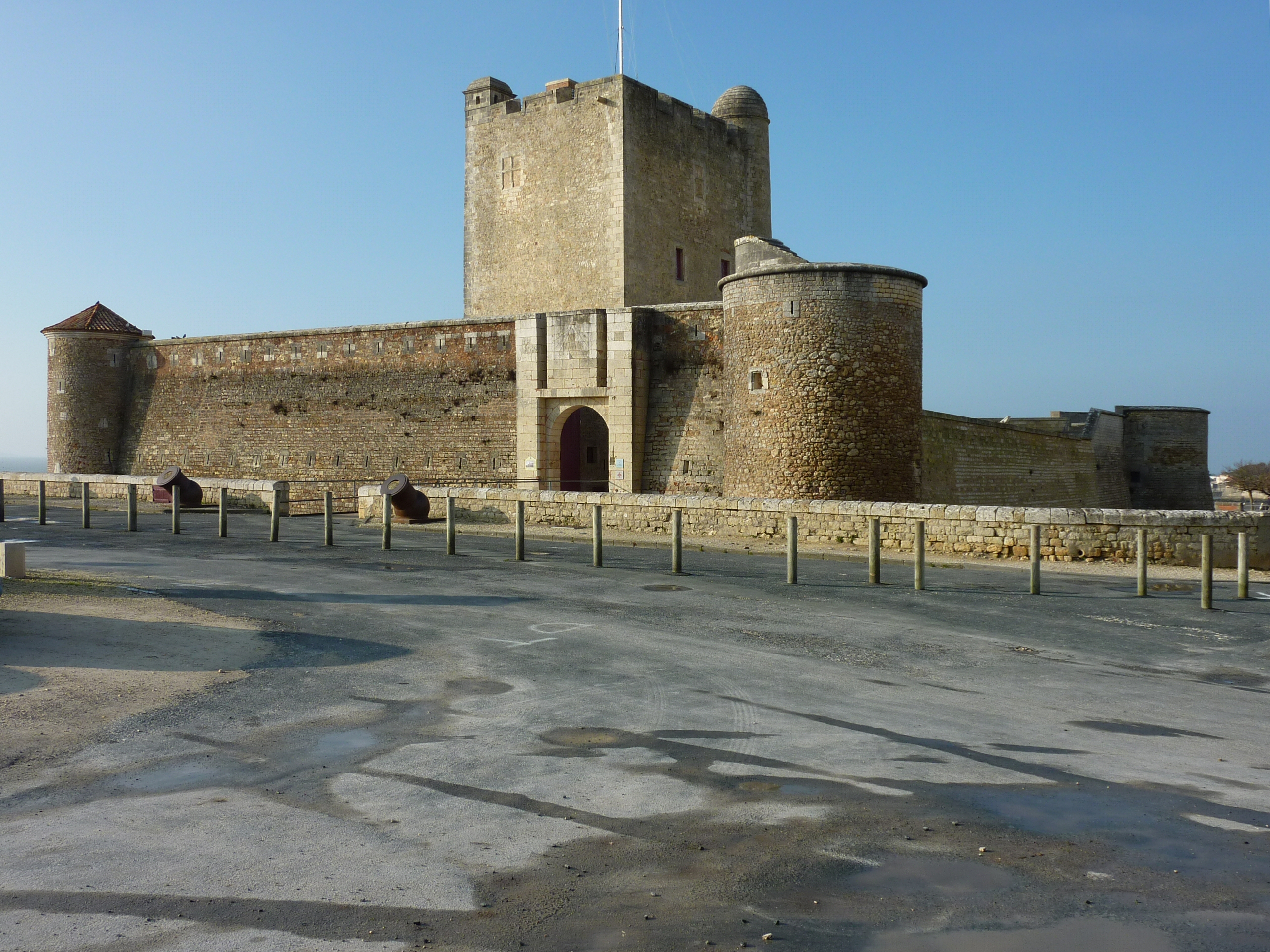
Fort de Fouras

Das Fort de Fouras oder der Sémaphore de Fouras ist die mittelalterliche Burg von Fouras, einer kleinen französischen Stadt im Département Charente-Maritime. Es wird fälschlicherweise oft Fort Vauban genannt, obwohl es größtenteils lange vor Sébastien Le Prestre de Vaubans Einflussnahme gebaut wurde.

## Architektur
Das Fort ist eines der besten Beispiele für stattliche Küstenbefestigungen. Von den ersten mittelalterlichen Gebäuden ist nichts erhalten. Die heutige Burg steht auf einer Krypta aus dem 15. Jahrhundert und der 30 Meter hohen Südwand der ersten Kammer. Sie wird von Befestigungsanlagen des 17. Jahrhunderts umgeben.

## Geschichte
Die Mündung der Charente hat schon lange eine strategische Bedeutung, und schon die Römer bauten dort ein Kastell. Der heutige Festungsbau geht auf die Familie Rochefort im 11. Jahrhundert zurück, die Zölle von Booten auf der Charente einforderte. Im Jahr 1305 kaufte Philipp IV. (1268–1314) Fouras, das somit direkt der Krone unterstand. Dann vergab er Fouras als Lehen. Das Lehen wechselte mehrfach den Besitzer, bis es an Jean II. de Brosse (etwa 1423 bis 1483) fiel, der den Donjon in den Jahren 1480 bis 1490 erbauen ließ.
Ludwig XIII. (1601–1643) unternahm einen Feldzug gegen die Hugenotten und ließ nach der Belagerung von La Rochelle (1627–1628) von Hugenotten bewohnte, befestigte Städte zerstören. Fouras entging der Zerstörung, da es durch seine strategisch günstige Position wertvoll für den König war. Er machte daraus eine königliche Festung.
Während des Holländischen Krieges (1672–1679) schützte die Besatzung des Forts die Mündung des Flusses, und Bauarbeiten an der Festung wurden noch bis 1693 durchgeführt.
Als die Burg von Rochefort in ein Marinearsenal umgebaut wurde, diente der Donjon von Fouras zur Beobachtung von Schiffsbewegungen und zur Versendung von Nachrichten zum Signalturm, der im 18. Jahrhundert unweit des Wohnsitzes des Chef d’escadre (ein dem Konteradmiral vergleichbarer militärischer Titel im Ancien Régime) in Rochefort erbaut worden war.
Während des Siebenjährigen Kriegs forderte 1757 Henry Seymour Conway, der zweithöchste britische Offizier beim Angriff auf Rochefort, wiederholtermaßen die Zerstörung von Fort de Fouras, aber seine Offizierskollegen stimmten letztlich nur einem halbherzigen nächtlichen Angriff zu, der scheiterte. Schließlich kehrte die Expedition nach Portsmouth zurück, ohne irgendetwas erreicht zu haben. Obwohl der verantwortliche Befehlshaber John Mordaunt vom Kriegsgericht freigesprochen wurde, schadete die Affäre dem Ansehen beider.
Die Festung und die Zitadelle wurden am 13. März 1987 als historisches Denkmal klassifiziert.

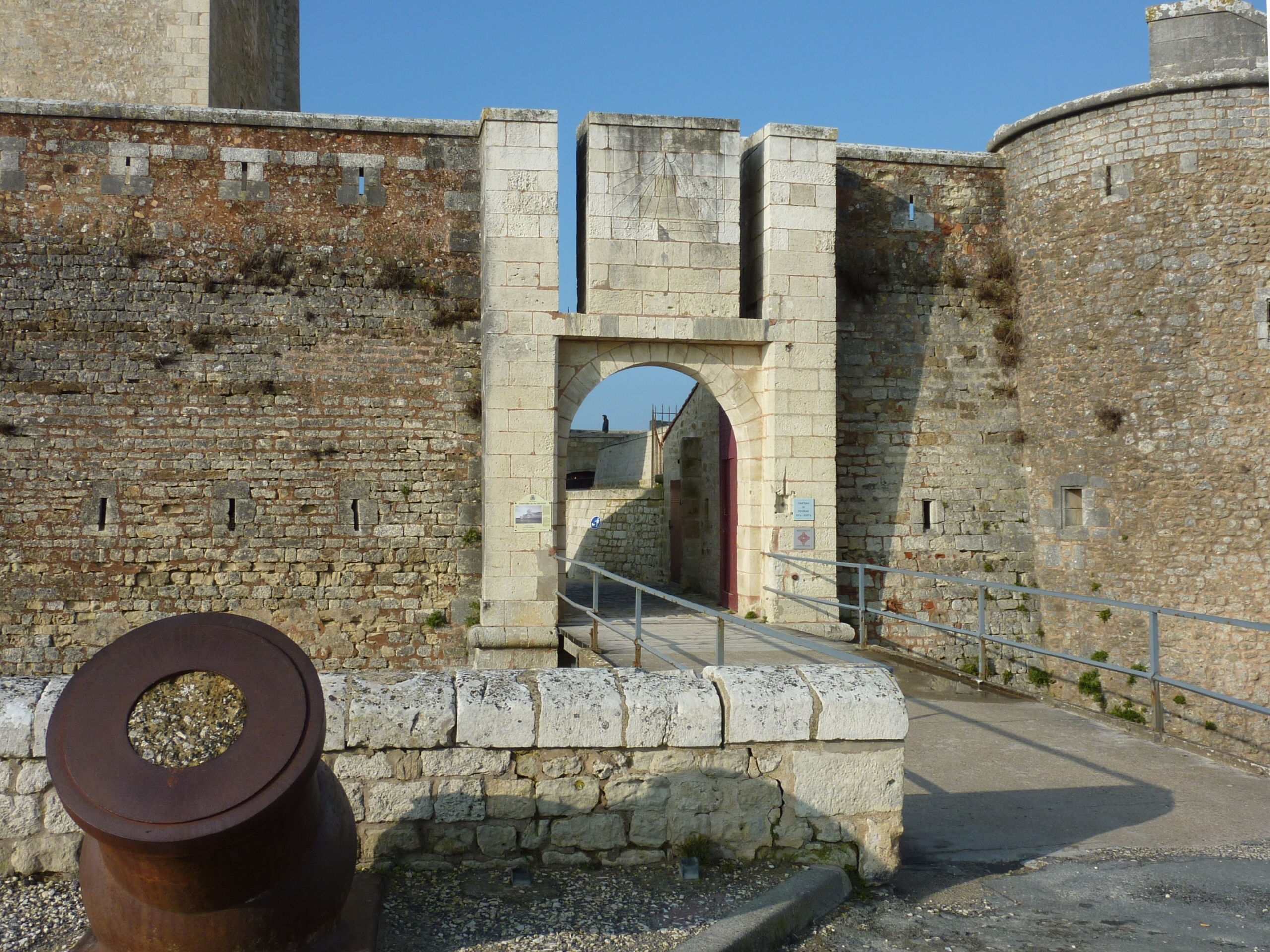
Eingang des Forts
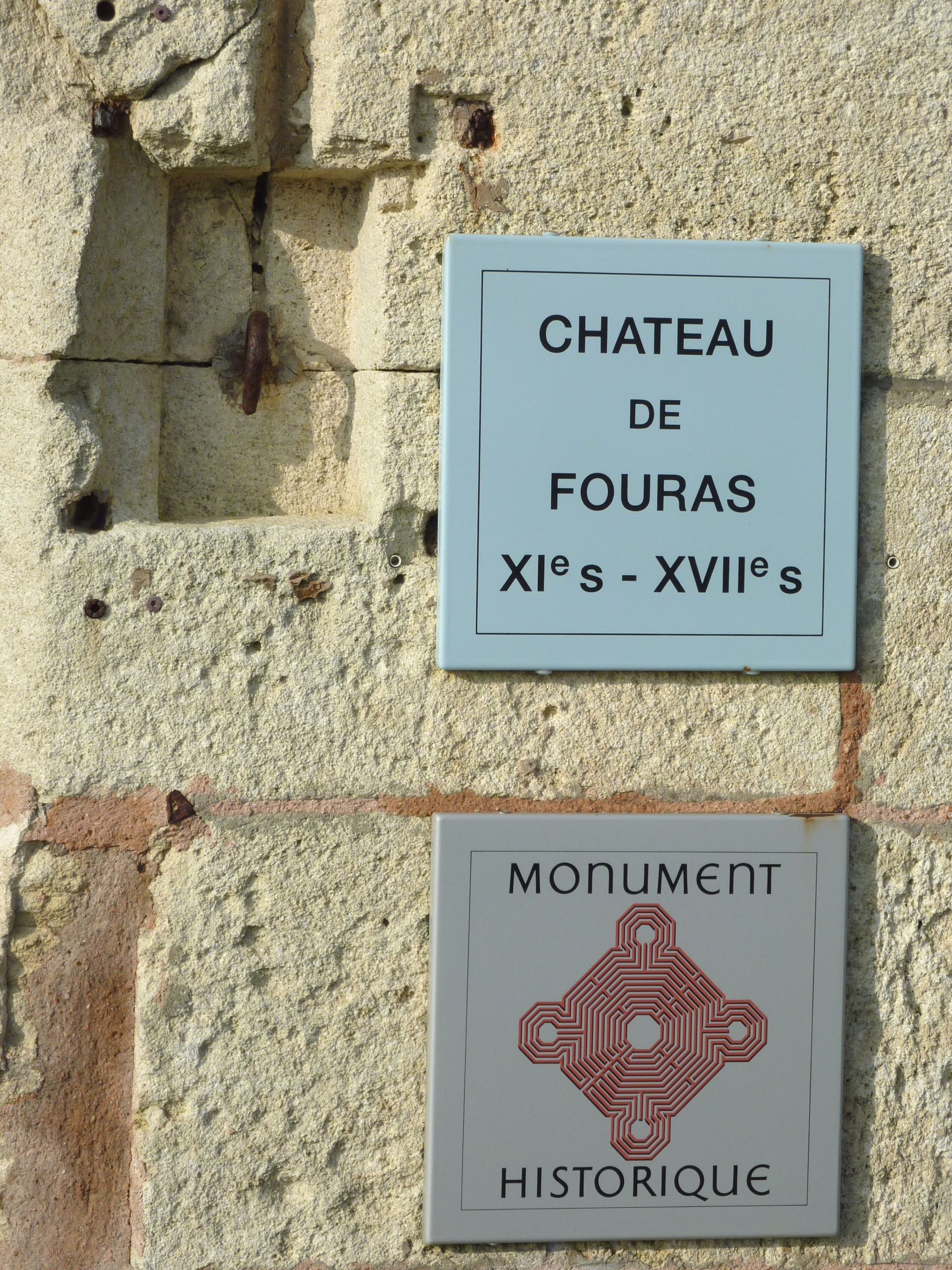
Schrifttafeln des Forts
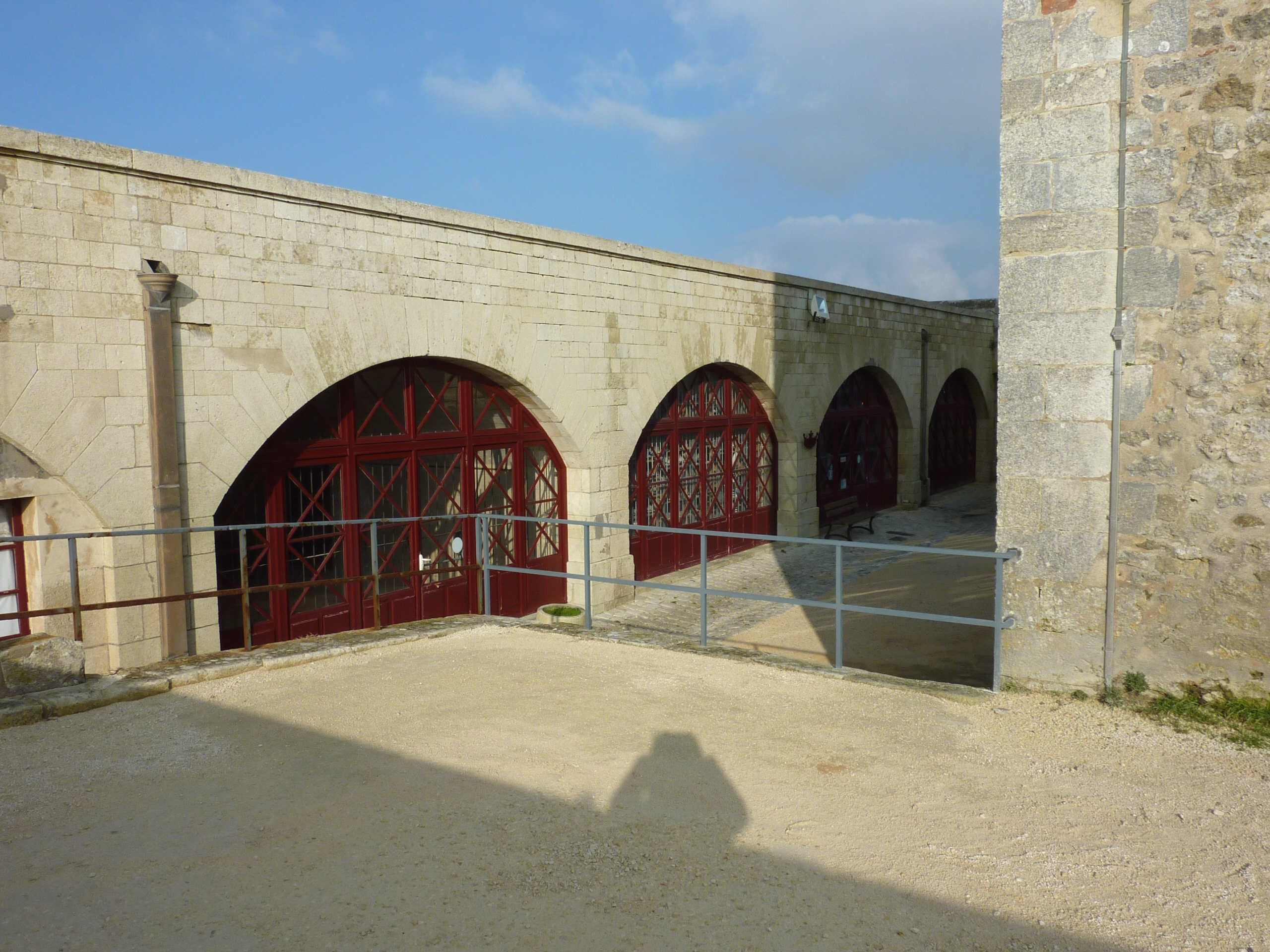
Innenhof des Forts
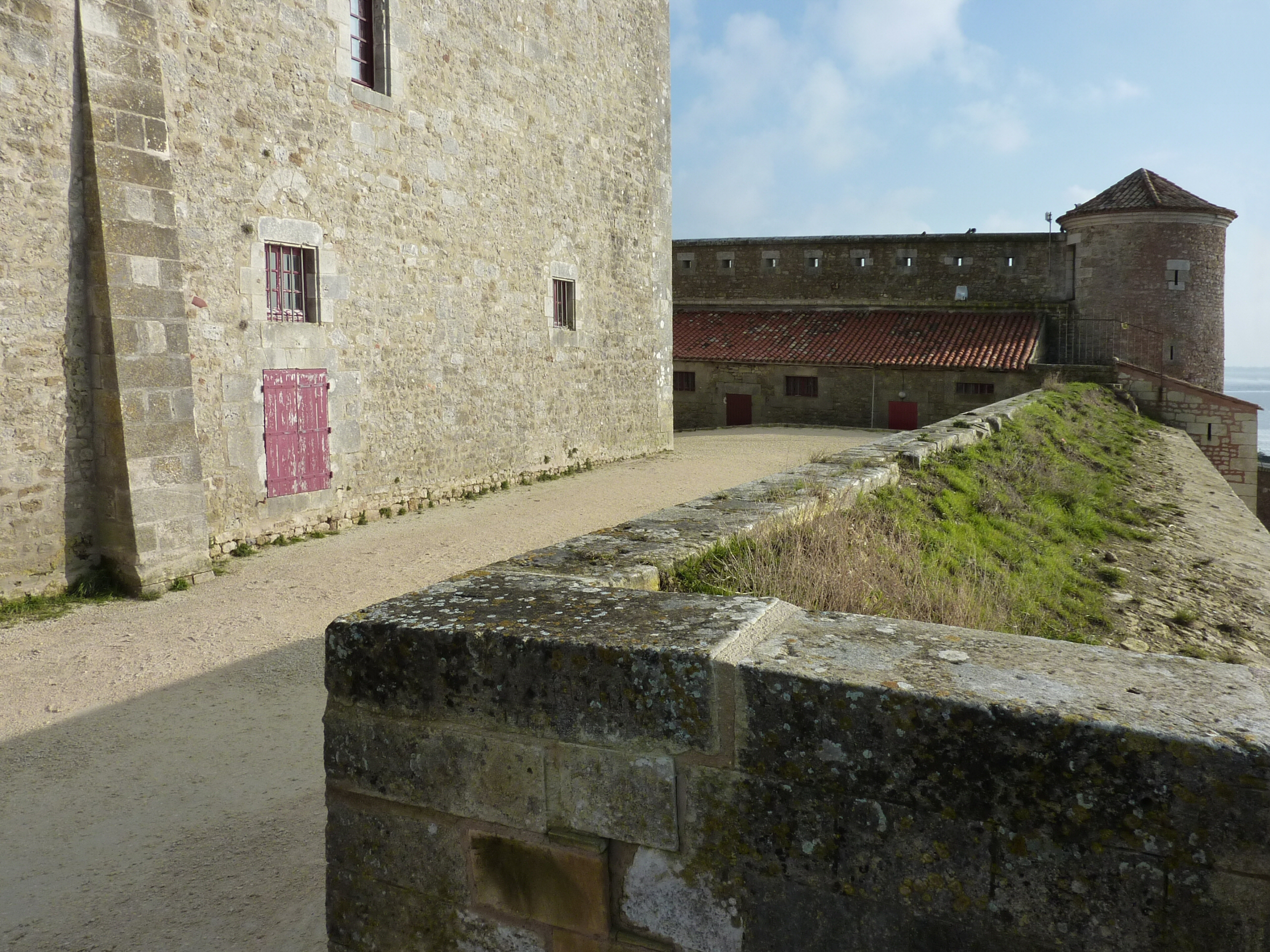
Hof und Bollwerk des Forts
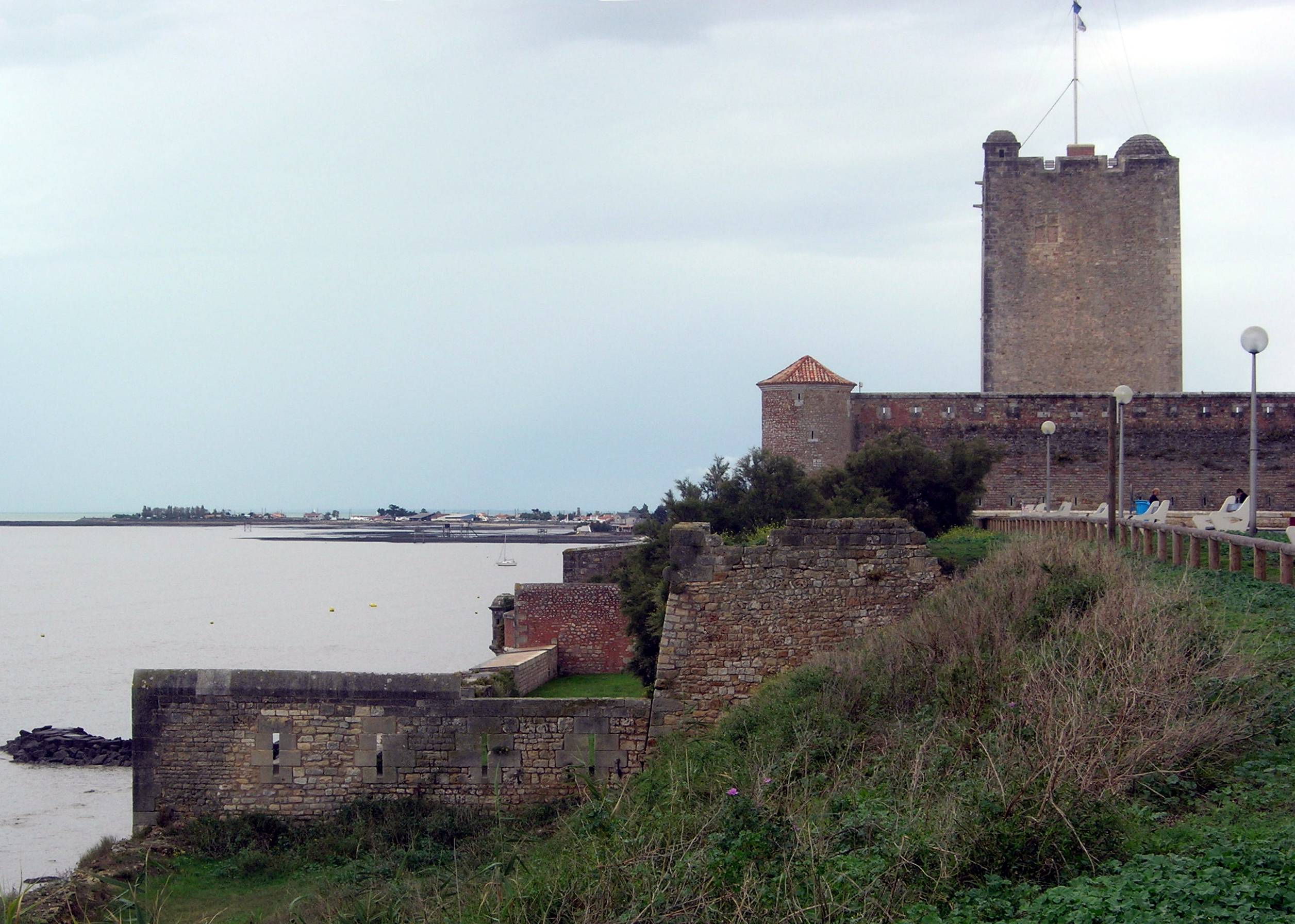
Verlies des Forts